# Noor Sommereyns
Noor Sommereyns (ook bekend onder de naam Gwendolyn, Tervuren, °1982) is een componiste gehuisvest in Leuven. 

## Levensloop en musicale carrière
Toen ze kind was volgde ze notenleer, samenzang en harmonie, piano aan de Stedelijke Muziekacademie van Sint-Pieters-Woluwe. Al op haar twaalfde werd ze door Sabam erkend als componist en schreef daarvoor al enkele composities. Ze vervolgde haar studie aan het lemmensinstituut in leuven, waar ze afstudeerde met onderscheiding als meester in de muziek compositie. Ze volgde ook verschillende compositiestages, waaronder bij Wim Hedndrickx. Alvorens ze haar meester in de compositie behaalde ze twee keer de laureaat van Muzizoek Componeerwedstrijd: de eerste keer met een werk voor strijkkwartet Endeavour, in 2002 en de tweede keer met het struk Avalon voor gemengd koor. Doorheen haar carrière behaalde ze nog verscheidene andere prijzen voor haar muzikale werken. Noor is sinds 2011 niet meer actief aan het componeren.

## Prijzen
- 2002 Laurate Muzizoek compositiewedstrijd met het werk Endeavour voor strijkkwartet.
- 2003 Laurate Muzizoek compositiewedstrijd met het werk Avalon voor gemengd koor.
- Speciale Prijs voor de beste compositie voor harp of piano tijdens de ISME-compositiewedstrijd 2003 met het Werk Cascade
- Provinciale Prijs Muziekcompositie 2003 (Vlaams-Brabant) waar ze de aanmoedigingsprijs verwierf met haar werk Phoenix voor hafabra.
- 2005 eerste prijs voor Nationale Koorcompositiewedstrijd Capella di Voce / Euprint met Poor Corydon voor gemengd koor.[2]

- Gemeinsame Normdatei: 114716228X
- International Standard Name Identifier: 0000 0005 1322 9434
- MusicBrainz: 4a105358-5a44-4554-81e2-f2b5d96a7953
- Virtual International Authority File: 189151246607344132894
- WorldCat: E39PCjDyT43tp9wTG73qJBDykC